# Неманицкий сельсовет
Неманицкий сельсовет — административная единица на территории Борисовского района Минской области Белоруссии. Административный центр — агрогородок Неманица.

## Состав
Неманицкий сельсовет включает 12 населённых пунктов:
- Изобка — деревня
- Круглое — деревня
- Кургановка — деревня
- Ланковщина — деревня
- Липки — деревня
- Михайлово — деревня
- Неманица — агрогородок
- Новосады — деревня
- Погодица — деревня
- Селитренка — деревня
- Стайки — деревня
- Тарасовка — деревня